# Lampetis arabica
Lampetis arabica es una especie de escarabajo del género Lampetis, familia Buprestidae. Fue descrita científicamente por Gahan en 1895.